# Weende (Göttingen)
Weende [veːndə] (niederdeutsch Wene) ist ein nördlicher Stadtteil der niedersächsischen Universitätsstadt Göttingen. Er bildet zusammen mit Deppoldshausen eine Ortschaft im Sinne des niedersächsischen Kommunalverfassungsgesetzes. Weende hat zusammen mit dem Stadtbezirk Deppoldshausen 16.456 Einwohner.

## Geographie
Weende liegt im Norden Göttingens auf dem Osthang des Leinegrabens.
Weende ist einer der einwohnerreichsten Stadtteile der Universitätsstadt Göttingen. Die angrenzenden Stadtteile sind die Weststadt mit dem Holtenser Berg und Holtensen im Westen auf der anderen Seite der Bahnstrecke und der Leine. Nikolausberg und Deppoldshausen liegen, durch Agrarflächen getrennt, im Osten und die Nordstadt im Süden. Mit der Nordstadt ist Weende mittlerweile zusammengewachsen. Nördlich von Weende befindet sich der Kernort der Gemeinde Bovenden.

## Name
Der Name „Weende“ bedeutet ursprünglich „Stelle, an der Weideland vorhanden ist (Weideort, Weideplatz)“. Ältere Namensformen von Weende sind Uuinide (Jahr 966, vermutlich erste urkundliche Erwähnung), Winithi (1004, etymologisch ursprüngliche Namensform), Venede (1251), Wende(n) (ab 1309), Weende Dorf (um 1616).
Der Name wurde auf den durch Weende fließenden Bach Weende (auch Weendebach genannt) übertragen, der bei Nörten-Hardenberg in die Leine mündet und damit zum Flusssystem der Weser gehört. Auch der Bach Lutter fließt im Süden (entlang der Bundesstraße 27) durch Weende und mündet westlich des Ortes an der Nordseite in die Leine.

## Geschichte und Struktur
Erstmals wurde Weende wahrscheinlich um 966 urkundlich erwähnt. Dies geschah, als in jenem Jahr Kaiser Otto I. aus seinem Grundbesitz dem Kloster Enger je zwei Hufen Land in Lenglern und Winidi schenkte. Dieser Besitz kam später, wie eine Verleihung aus dem Jahr 1394 erkennen lässt, an das Kloster Helmarshausen, das wiederum sein Besitz als Lehen veräußerte, jedoch die Rechte an der sogenannten „Weender-Mühle“ bis 1852 aufrechterhielt. Neben den Klöstern Enger und Helmershausen verfügte auch das Kloster Hilwartshausen über Grundbesitz in Weende, wie 1003 aus einer Auflassung seiner Güter durch die Stifterinnen des Klosters bestätigt wird. Mitte des 12. Jahrhunderts übergab die Äbtissin Eilika vom Kloster Ringelheim dem Bistum Hildesheim ein Vorwerk in Weende als Schenkung. Um 1180 wurde das Augustinerinnen-Kloster gegründet, welches hierher von seiner ursprünglichen Lage in Nikolausberg verlegt wurde. Auf Drängen der FDP-Ratsfraktion wurde in den 1970er Jahren der Südteil des Klosterparks mit Baumbestand in ein Industriegebiet mit Kleinbetrieben (Schlosserei, Druckerei, Klempner, Rollladen-Bau) umgewandelt. Nur ein Teil der Mauer blieb ohne Verbindung zum ursprünglichen Parkgebiet erhalten.
Von der früheren dörflichen Struktur ist nur noch wenig übrig, die meisten ursprünglich landwirtschaftlich genutzten Gebäude sind heute umgenutzt oder abgetragen. Seit dem 19. Jahrhundert hat sich Weende zu einer Vorort- und Wohnstadt mit größeren Industrieansiedlungen (Hindalco Industries (ehemals Novelis, davor Alcan Aluminium), Holz-Henkel, Huhtamaki (ehemals Rube)) entwickelt. Lediglich im nordöstlich angrenzenden Deppoldshausen – im Wesentlichen aus den Gebäuden eines Aussiedlerhofs bestehend – herrscht eine ländlich geprägte Bauweise mit Höfen und großflächigen Feldern vor.
Bis zu seiner Eingemeindung am 4. Juli 1964 war Weende eine eigenständige Gemeinde.
Weende hat eine umfangreiche Infrastruktur: Universitätsbereich-Nord, Geschäfte (Supermärkte, Baumarkt, Elektro-Großmärkte, Möbelhäuser und Vertretungen fast aller großen Autohersteller), zwei evangelisch-lutherische und eine römisch-katholische Kirchengemeinde.
Neben dem Altdorf gehören folgende neuere Siedlungen zu Weende:
- Weende Nord: Einwohnermäßig größter Teil Weendes (2.918 Einwohner), ehemaliges Neubaugebiet, das in den 1970ern bis 1990er Jahren entstanden ist.
- Papenberg: in den 1960er bis 1990er Jahren entstandene Neubausiedlung am Göttinger Klinikum
- Stumpfe Eiche: Seit den 1980er Jahren entstandene Neubausiedlung östlich zwischen Weende Altdorf und dem Universitätsbereich Nord, in der Nähe der Göttinger Polizeiinspektion.

## Politik
Weende hat zusammen mit der Ortschaft Deppoldshausen einen Ortsrat der 13 Mitglieder umfasst. Seit der Kommunalwahl 2021 ist dieser wie folgt besetzt:
| Ortsrat Weende-Deppoldshausen 2021Insgesamt 13 Sitze - SPD: 3 - Grüne: 6 - FDP: 1 - CDU: 3 |

Ortsbürgermeister ist Hans-Albert Ludolph (SPD).

## Bauwerke

### Kirchliche und klösterliche Bauten

#### Klostergelände

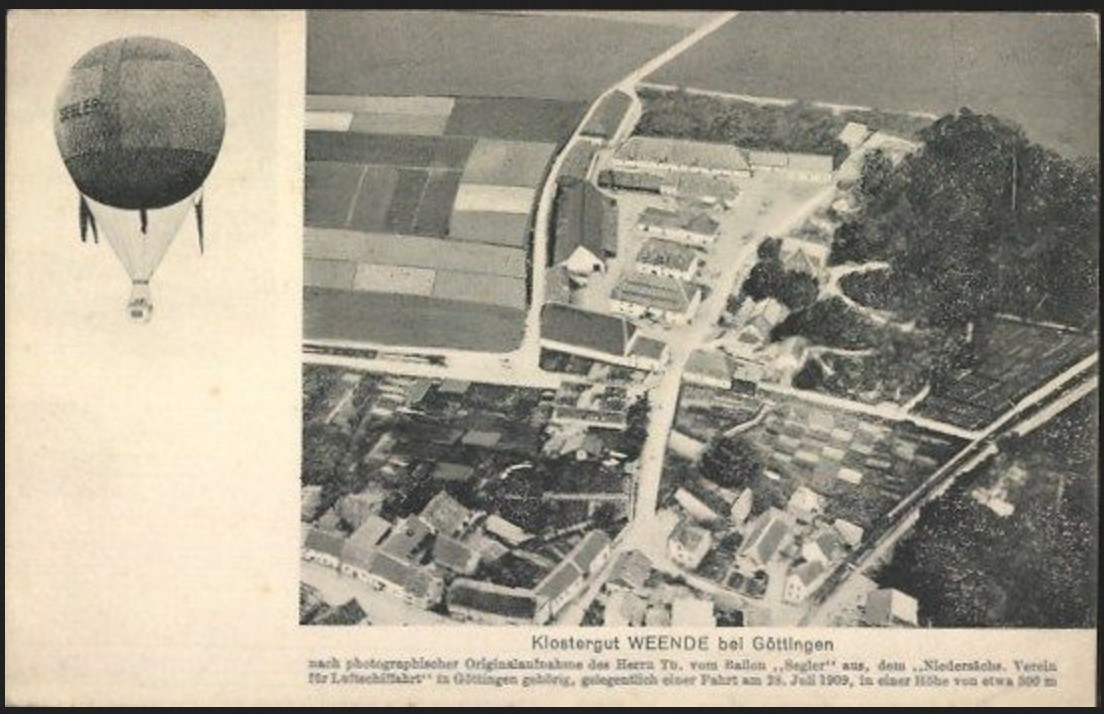
Luftbild des Klosterguts am 28. Juli 1909;
von dem zum Niedersächsischer Verein für Luftschiffahrt gehörenden Ballon Segler aus

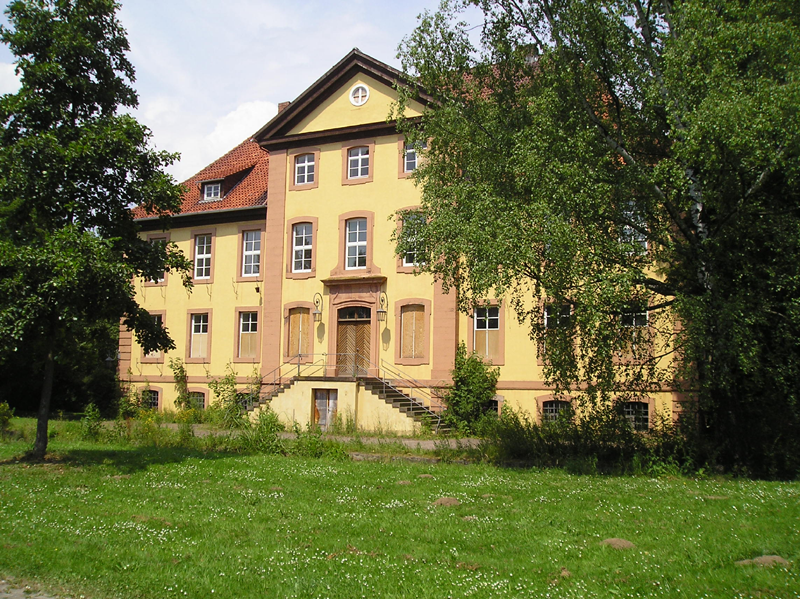
Amtshaus im Klosterpark

Das eigentliche Kloster Weende ist nicht erhalten. Von dem durch die Reformation abgetrennten Klostergut sind heute noch Reste am Klosterpark zu sehen, die allerdings nicht mehr aus dem Mittelalter, sondern aus der Mitte des 18. Jahrhunderts stammen. Beispiele sind ein Teil der unter Denkmalschutz stehenden Mauer, die Torhäuser, Landarbeiterquartiere und das Amtshaus. Das Amtshaus des ehemaligen Klosterguts wurde auf Betreiben des Klosteramtmanns Cleve nach Plänen des Baumeisters Joseph Schädeler 1752–1756 als schlichter, symmetrischer Massivbau mit Mittelrisalit erbaut.

#### Evangelische Kirche St. Petri

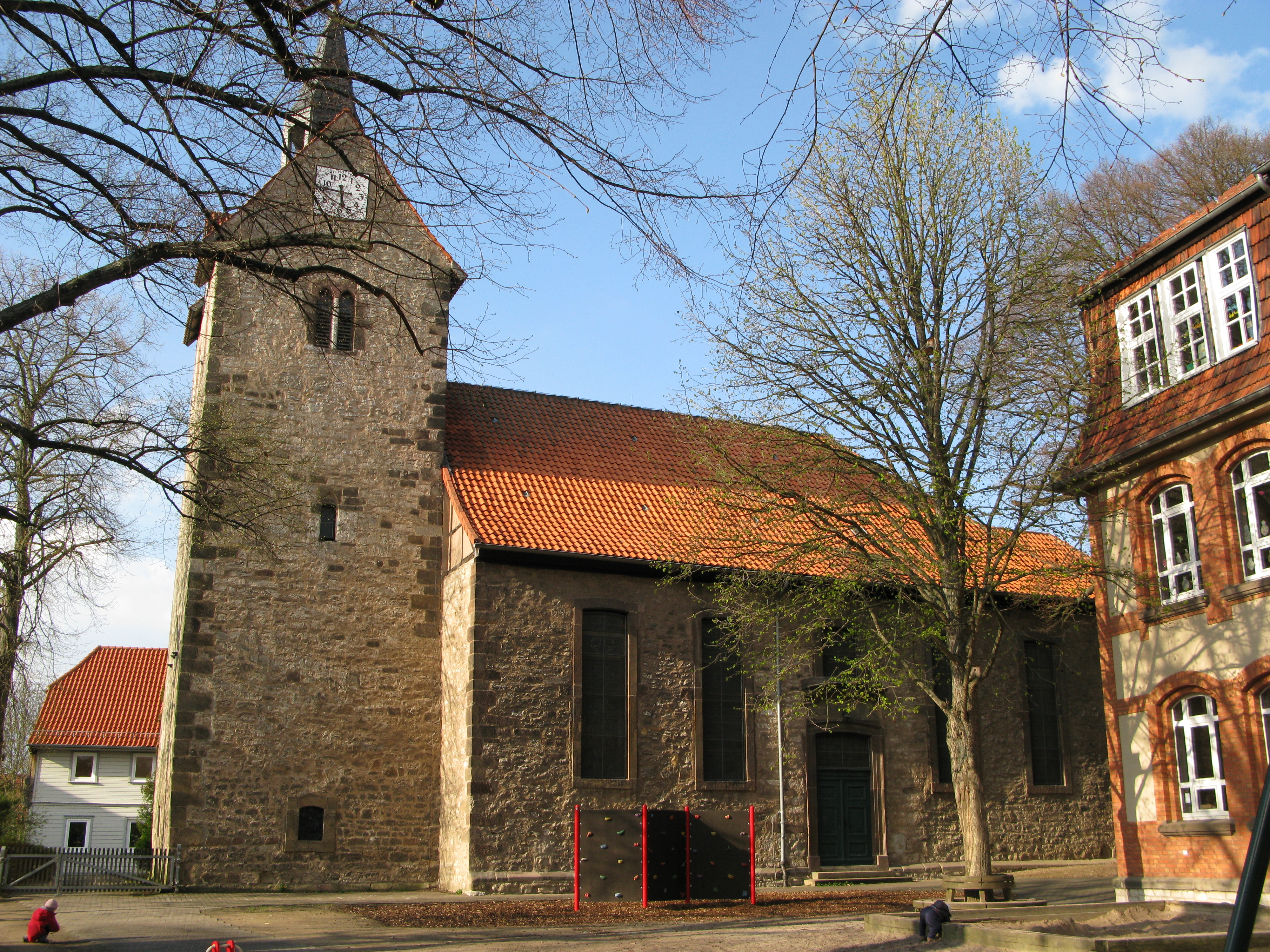
St. Petri-Kirche, ältestes Gebäude Weendes

Die evangelische St.-Petri-Kirche ist mit ihrem wahrscheinlich etwa 1180 errichteten romanischen Kirchturm das älteste intakte Bauwerk in der Umgebung. Das Kirchenschiff wurde 1758–1760 grundlegend renoviert bzw. unter Verwendung älterer Teile umgebaut und erhielt barocke Fenster und Portale. Auch die Innenausstattung mit Kanzelaltar und Emporen stammt aus dieser Zeit. Der Altar ist in Richtung Turm, also nach Westen ausgerichtet (eine Besonderheit, die nur wenige Kirchen teilen). Im Turm wurde 1773 ein Erbbegräbnis der Familie des Oberamtmanns Schlemm aus Harste eingerichtet.

#### Evangelische Christophoruskirche
Ebenfalls zu Weende gehört die Christophoruskirche, die 1961 bis 1964 erbaut wurde. Der Entwurf der Kirche sowie der Entwurf vieler Einrichtungsgegenstände stammte von Olaf Andreas Gulbransson. Das Dach besteht aus einer in zwei Richtungen gekrümmten Fläche, die mit Kupferblech eingedeckt ist. An der Ostwand der Christophoruskirche befindet sich die Malerei Die schwarze Sonne von Adi Holzer. Aufgrund statischer Probleme musste der Kirchenraum vor einiger Zeit für die Öffentlichkeit gesperrt werden.

#### Katholische Kirche St. Vinzenz

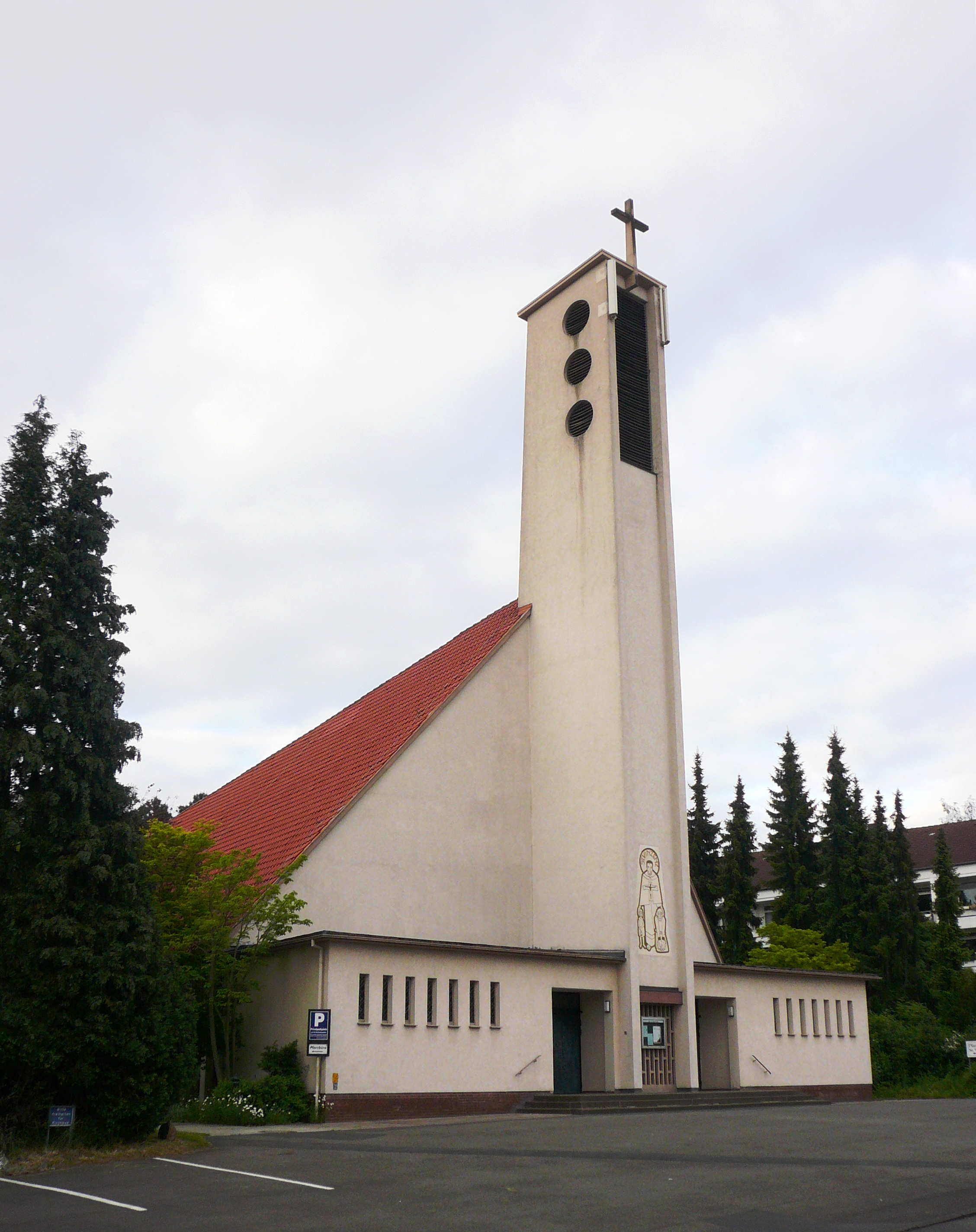
Katholische Kirche St. Vinzenz

In der Zeit nach dem Zweiten Weltkrieg stieg die Zahl der Katholiken im durch die Reformation im 16. Jahrhundert protestantisch geprägten Weende durch die Flucht und Vertreibung Deutscher aus Mittel- und Osteuropa 1945–1950 so an, so dass es zur Gründung einer katholischen Kirchengemeinde kam.
1960 erfolgte die Grundsteinlegung der Pfarrkirche St. Vinzenz, die am 18. Dezember 1960 durch Bischof Heinrich Maria Janssen geweiht wurde und den Namen des hl. Vinzenz von Paul trägt. 2008 fusionierten die bis dahin selbstständigen Pfarrgemeinden „St. Vinzenz, Göttingen“ und „St. Paulus, Göttingen“ zu einer neu errichteten Gemeinde, die den Namen „Katholische Pfarrgemeinde St. Paulus, Göttingen“ trägt und damals rund 8800 Katholiken umfasste.
Wenn man die Kirche betritt, fällt der Blick auf das Altarbild „Die Emmausjünger“. Es stellt den Auferstandenen in Emmaus beim Brechen des Brotes zwischen den beiden Jüngern dar. Eine Holzschnitzmadonna zeigt „Maria, die in die Gemeinde schreitet“. Sie wurde von einem Überlebenden der Schlacht von Stalingrad gestiftet, der gelobt hatte, bei glücklicher Heimkehr zur Familie einer Diasporagemeinde eine Madonna zu schenken. Seit den 1990er Jahren hat die Kirche eine Orgel der Fa. Sauer.
Die Kirchengemeinde ist geprägt durch das universitäre Klima in der Stadt, wobei sich dort Menschen aus allen gesellschaftlichen Schichten beheimatet fühlen. Das Einzugsgebiet des Kirchortes St. Vinzenz umfasst den nördlichen Teil der Stadt mit den Ortsteilen Weende, Nikolausberg, Herberhausen und Roringen sowie die Gemeindeteile des Fleckens Bovenden mit Lenglern und Eddigehausen.

## Söhne und Töchter der Stadt
- Ernst August von Döring (1767–1850), deutsch-dänischer Politiker, Landdrost der Herrschaft Pinneberg
- Ernst Fahlbusch (1894–1964), Politiker, Mitglied des Niedersächsischen Landtags
- Max Goldt (* 1958), Schriftsteller und Musiker
- Otto Lauffer (1874–1949), Volkskundler und Kulturhistoriker
- Ludwig Wunderlich (1859–1933), Zoologe